# 考夫多夫

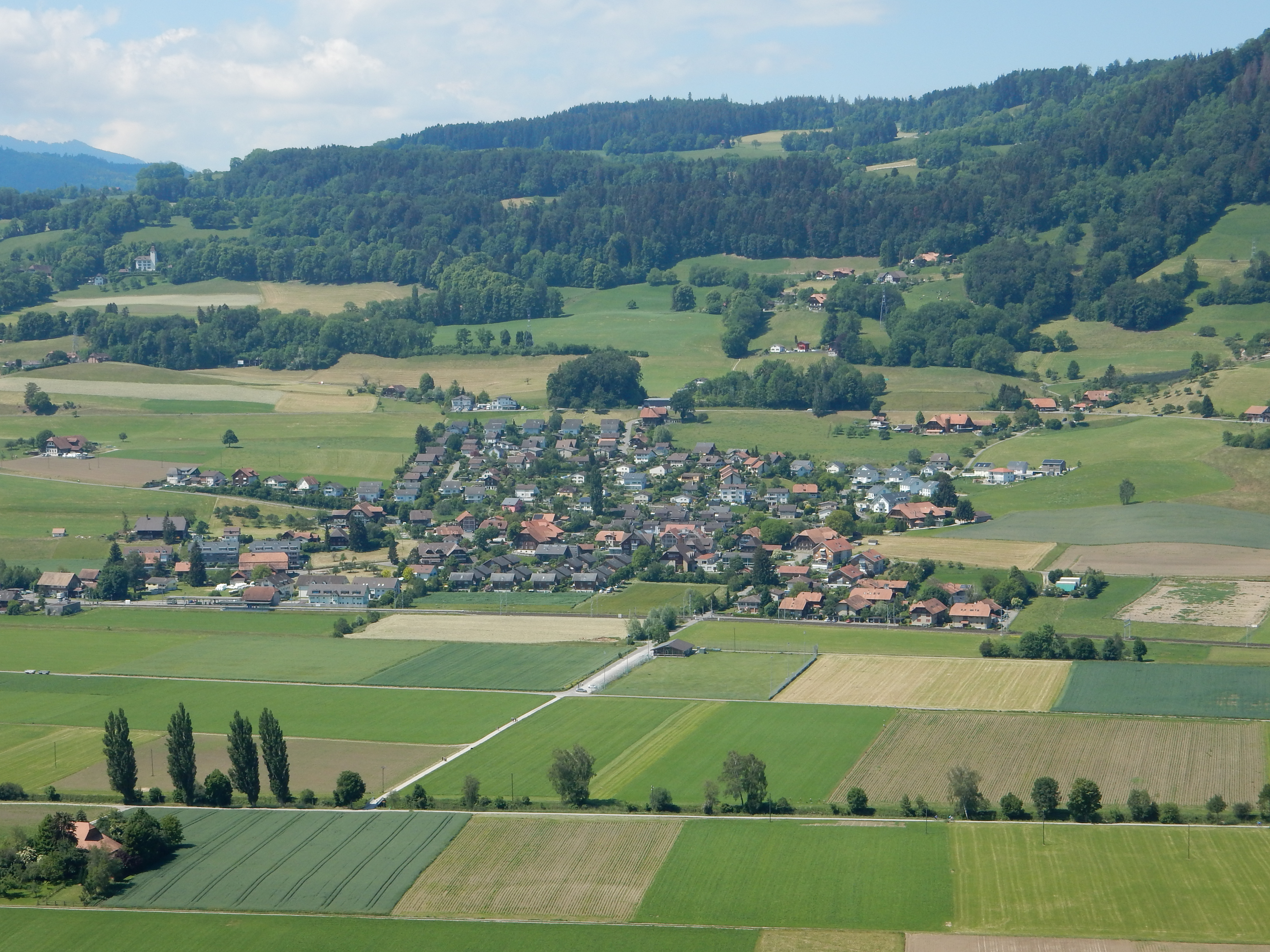

考夫多夫是瑞士的城鎮，位於該國中西部，由伯恩州負責管轄，面積2.06平方公里，六成半土地是農業用地，海拔高度560米，2011年人口1,029，人口密度每平方公里500人。

## 外部連結
- Impressions from a junkyard in Kaufdorf （页面存档备份，存于）